# Vilamaric
Vilamaric és una entitat de població del municipi de Monistrol de Montserrat, a la comarca catalana del Bages. El 2022 tenia vuit habitants.